# Szczelina Jaroszowska
Szczelina Jaroszowska – schronisko na wzgórzu Nad Kopalnią, w obrębie miejscowości Jaroszowiec, w województwie małopolskim, w powiecie olkuskim, w gminie Klucze. Pod względem geograficznym znajduje się na Płaskowyżu Ojcowskim na Wyżynie Olkuskiej będącej częścią Wyżyny Krakowsko-Częstochowskiej.

## Opis obiektu
Znajduje się w grupie skał zwanych Turniami nad Kopalnią lub Skałami nad Kopalnią. Tworzą one długi skalny mur nad wyrobiskiem nieczynnej kopalni rudy żelaza i cementowni „Klucze”. Wysoka szczelina schroniska znajduje się mniej więcej na jego środku. 
Szczelina powstała na tektonicznym pęknięciu skał, które później uległo międzywarstwowemu rozszerzeniu. Jej główny otwór ma ekspozycję północną i znajduje się powyżej bardzo stromej skarpy wyrobiska kopalni. Oprócz tego są dwa otwory o ekspozycji południowo-wschodniej. Szczelina jest bardzo ciasna i wewnątrz skał zmienia kierunek o 90°. Pod zalegającymi w szczelinie skałami widoczne są puste przestrzenie ciągnące się w zachodnim kierunku.
Szczelina powstała w wapieniach z okresu późnej jury (oksford). Woda nie odegrała roli w jej powstaniu, brak bowiem śladów jej przepływu (strefy saturacji), na ścianach występują tylko ślady wód perkolacyjnych. Szczelina jest sucha, przewiewna i aż do końca oświetlona rozproszonym światłem słonecznym. Namulisko głównie kamieniste, z niewielką ilością próchnicy. W pobliżu otworów rozwijają się na ścianach glony i porosty, w głębi obserwowano pająki sieciarze jaskiniowe Meta menardi. 

## Historia poznania i dokumentacji
Szczelina znana była od dawna, znajdujące się w niej śmieci świadczą, że jest odwiedzana. Po raz pierwszy wymienili ją A. Górny i M. Szelerewicz w 1986 r., zmierzyli i opisali A. Polonius i J. Sławiński w 1998 r. Plan opracował A. Polonius. 
Kilkadziesiąt metrów na wschód, w tej samej północnej ścianie skalnego muru Turni nad Kopalnią znajduje się Jaskinia Jaroszowska.

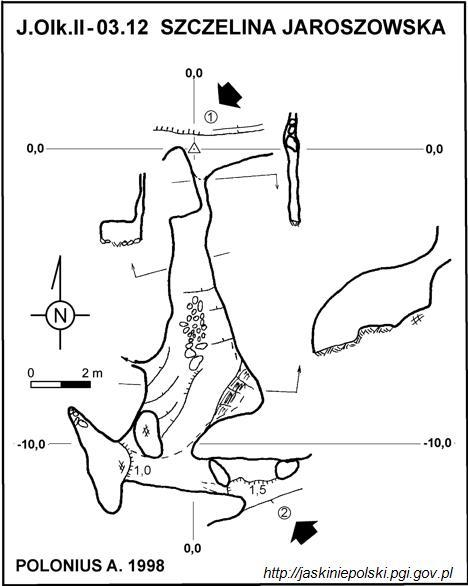
Plan